# Synsphyronus greensladeae
Espèce
Synsphyronus greensladeae est une espèce de pseudoscorpions de la famille des Garypidae.

## Distribution
Cette espèce est endémique d'Australie-Méridionale. Elle se rencontre dans les monts Marble.

## Description
Le mâle holotype mesure 3,1 mm et la femelle paratype 3,9 mm.

## Étymologie
Cette espèce est nommée en l'honneur de Penelope Greenslade.

## Publication originale
- Harvey, 1987 : A revision of the genus Synsphyronus Chamberlin (Garypidae: Pseudoscorpionida: Arachnida). Australian Journal of Zoology, Supplementary Series, no 126, p. 1-99.